# Boomslange
Boomslangen (Dispholidus typus) er en slangeart hjemmehørende Subsaharisk Afrika.

## Udseende
Fuldvoksne boomslanger er mellem én og halvanden meter i længde og vejer mellem 175 og 510 gram. Hannerne er grønne, og hunnerne er brune eller grå. Slangernes exceptionelle syn skyldes de addeles store øjne, som sidder i slangens ægformede hoved.

## Levevis

### Formering
Boomslanger er polygynandriske, hvilket vil sige, at både hanner og hunner parrer sig med flere partnere. De parrer sig i sommermånederne (typisk december og januar i Subsaharisk Afrika), hvorefter hunnen lægger op til 30 æg. Disse kan være befrugtet af mere end én han. Efter tre måneder klækker æggene. De nyklækkede unger er typisk tyve centimeter i længde. Boomslanger er prækosiale dyr, hvilket vil sige, at ungerne er overlevelsesdygtige så snart de klækker ud af æggene.

### Føde
Boomslanger er kødædende. De lever typisk af mindre reptiler, fugle og pattedyr. Falder de over en fuglerede, kan de også finde på at fortære æggene. Boomslanger er mægtige til at snige sig ind på byttedyr, men de kan også finde på at vente i skjul på, at et byttedyr skulle dumpe forbi. Boomslanger dræber ved giftbid.

### Habitat
Boomslanger er dagdyr som lever i trætoppene i tropiske skove og jungler. I stormvejr vil de typiske kravle ned fra træerne og finde ly under jorden eller i klippehuler. De spiller en enorm rolle i at holde mængden af planteædende smådyr nede i disse naturområder.

## Billeder
- Boomslangens ægformede hoved
- Illustration af D. typus

## Dyrehold
I Danmark er det illegalt at holde boomslanger som selskabsdyr.